# فردریک هیرد
فردریک هیرد (انگلیسی: Frederick Hird; ۶ دسامبر ۱۸۷۹ – ۲۷ سپتامبر ۱۹۵۲) تیرانداز اهل ایالات متحده آمریکا بود.
وی در مسابقات کشوری و بین‌المللی در مجموع برندهٔ ۱ مدال طلا، ۲ مدال برنز شده‌است.